# Mark Bell (Eishockeyspieler)
Mark Bell (* 5. August 1980 in St. Paul’s, Ontario) ist ein ehemaliger kanadischer Eishockeyspieler sowie derzeitiger -trainer und -scout, der im Verlauf seiner aktiven Karriere zwischen 1996 und 2016 unter anderem 459 Spiele für die Chicago Blackhawks, San Jose Sharks und Toronto Maple Leafs in der National Hockey League auf der Position des linken Flügelstürmers bestritten hat. Darüber hinaus war Bell, der den Spielertyp des Power Forwards verkörperte, auch in der Schweizer National League A und der Deutschen Eishockey Liga aktiv.

## Karriere
Mark Bell begann seine Karriere 1996 in der kanadischen Juniorenliga Ontario Hockey League bei den Ottawa 67’s. Während er sich in seiner Rookiesaison noch schwer tat, schaffte er in seiner zweiten Spielzeit einen Sprung von zwölf auf 60 Punkte. Die Chicago Blackhawks wählten ihn in der ersten Runde des NHL Entry Draft 1998 an Position acht aus. In weiteren zwei Jahren in der OHL bewies er weiterhin seine Fähigkeiten als Scorer, und seine letzte Saison war auch seine beste, als er 72 Punkte in 48 Spielen schaffte.
Danach wechselte Bell 2000 zu den Norfolk Admirals in die American Hockey League, die als Farmteam der Chicago Blackhawks fungierten. Nachdem er dort ebenfalls überzeugende Leistungen gebracht hatte, wurde er für elf Spiele in die National Hockey League berufen und gehörte ab der Saison 2001/02 zum festen Kader der Blackhawks. Von Jahr zu Jahr steigerte er seine Punkteausbeute. Die Saison 2004/05 verbrachte er in der norwegischen GET-ligaen bei den Trondheim Black Panthers, da die NHL-Saison wegen des Lockout abgesagt wurde. Bell führte das Team in dieser Spielzeit bis ins Meisterschaftsfinale, in der es Vålerenga IF unterlag.

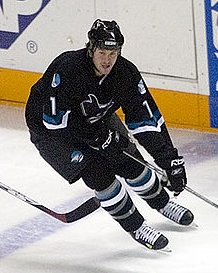
Mark Bell im Trikot der San Jose Sharks

Die NHL-Saison 2005/06 wurde, nachdem der Lockout beendet worden war, ausgetragen, aber Bell gelang es weiterhin nicht seine Scorerqualitäten aus seiner Jugendzeit abzurufen, obwohl ihm mit 48 Punkten in 82 Spielen sein bestes Ergebnis gelang. Im Sommer 2006 gehörte Bell zu einem Transfergeschäft zwischen den Blackhawks, den Ottawa Senators und den San Jose Sharks. Ottawa transferierte Bryan Smolinski und Martin Havlát nach Chicago, die Sharks schickten Tom Preissing und Josh Hennessy nach Ottawa, während die Blackhawks Mark Bell nach San Jose und Michal Barinka und einen Draftpick nach Ottawa abgaben. In San Jose erfüllte Bell die in ihn gesetzten Hoffnungen an der Seite des Duos Joe Thornton und Jonathan Cheechoo nicht, weshalb er nach einer Saison im Sommer 2007 gemeinsam mit Torhüter Vesa Toskala zu den Toronto Maple Leafs transferiert wurde.
Im August 2007 wurde Bell von einem Gericht zu einer Freiheitsstrafe von sechs Monaten wegen Fahrerflucht und Trunkenheit am Steuer verurteilt, die er nach dem Ende der Saison 2007/08 antreten musste. Die NHL reagierte darauf einen Monat später und suspendierte ihn für unbestimmte Zeit, da er durch sein Vergehen gegen das NHL/NHLPA Substance Abuse & Behavioral Health Program verstoßen hatte. Am 12. September teilte die Ligaleitung mit, dass Bell für sein Vergehen insgesamt 15 Spiele ohne Gehaltszahlung gesperrt wird. Bell saß die Strafe zum Beginn der Spielzeit ab, ehe er im November zum Team stieß. Nachdem er sich dort akklimatisiert hatte, zwang ihn eine im Januar erlittene Fraktur des Augenhöhlenknochens zu einer eineinhalbmonatigen Zwangspause, wodurch er insgesamt nur 35 Partien bestritt. In der Sommerpause trat der Kanadier schließlich seine Haftstrafe an. Die dadurch suboptimale Saisonvorbereitung führte dazu, dass er vom neuen Cheftrainer Ron Wilson, unter dem er bereits in San Jose gespielt hatte, aus dem Kader aussortiert und ins Farmteam zu den Toronto Marlies aus der AHL geschickt wurde. Bei den Marlies verbrachte der Stürmer die gesamte Spielzeit 2008/09 bis in den Februar hinein, ehe er über die Waiver-Liste – als eine der ersten Amtshandlungen des neuen Cheftrainers John Tortorella – von den New York Rangers verpflichtet wurde. Dort kam er hauptsächlich für das Farmteam Hartford Wolf Pack zu Einsätzen.
Da sein auslaufender Vertrag nicht verlängert wurde, erhielt Bell eine Einladung ins Trainingscamp der Philadelphia Flyers, wo er den Sprung in den NHL-Kader ebenfalls nicht schaffte. Von Ende September 2009 bis Juni 2011 stand Mark Bell bei den Kloten Flyers in der Schweiz unter Vertrag. Die Kloten Flyers gaben Ende November 2010 bekannt, dass sie den am Saisonende auslaufenden Vertrag nicht verlängern würden. Er unterzeichnete daraufhin am 20. Juli 2011 einen Vertrag für eine Saison bei den Anaheim Ducks aus der National Hockey League, absolvierte dort jedoch nur fünf Spiele. Seine Einsätze bekam er im Farmteam Syracuse Crunch in der AHL. 
Im September 2012 entschied er sich für einen weiteren Wechsel nach Europa und bekam einen Vertrag bei den Iserlohn Roosters aus der Deutschen Eishockey Liga. Er verlängerte am 23. Februar 2013 seinen Vertrag um eine weitere Spielzeit am Iserlohner Seilersee. Nach einer Operation im Sommer 2013 aufgrund einer Schulterverletzung fiel Bell durch die sportmedizinische Prüfung, so dass sein Vertrag die Gültigkeit verlor. Dennoch blieb er zunächst in Iserlohn, wo er an seinem Comeback arbeitete. Am 16. November 2013 verließ Bell Iserlohn, da er sich mit den Roosters nicht auf einen neuen Vertrag einigen konnte. Er schloss sich innerhalb der Liga den Eisbären Berlin an. Während seiner Zeit bei den Eisbären wurde Bell von Verletzungen geplagt: In der Schlussphase der Saison 2014/15 zog er sich eine Gehirnerschütterung zu, danach setzte ihn eine Knöchelverletzung außer Gefecht. Ende Januar 2016 beging er nach fast einem Jahr Pause seine Rückkehr in einem DEL-Spiel. Im Anschluss an die Saison 2015/16 beendete er seine Karriere.
Nach seinem Karriereende betreute Bell zunächst eine Spielzeit lang ein kanadisches Juniorenteam, ehe er von den Arizona Coyotes aus der NHL als Scout und Trainer verpflichtet wurde.

### International
Für sein Heimatland nahm Bell an der U20-Junioren-Weltmeisterschaft 2000 in Skellefteå und Umeå teil. Dabei erreichte er mit der Mannschaft den dritten Rang und sicherte sich somit die Bronzemedaille. In sieben Turnierspielen erzielte er zwei Tore.

## Erfolge und Auszeichnungen
- 1998 Teilnahme am CHL Top Prospects Game
- 1999 Memorial-Cup-Gewinn mit den Ottawa 67’s
- 2000 Bronzemedaille bei der U20-Junioren-Weltmeisterschaft

## Karrierestatistik

### International
Vertrat Kanada bei:
- U20-Junioren-Weltmeisterschaft 2000

(Legende zur Spielerstatistik: Sp oder GP = absolvierte Spiele; T oder G = erzielte Tore; V oder A = erzielte Assists; Pkt oder Pts = erzielte Scorerpunkte; SM oder PIM = erhaltene Strafminuten; +/− = Plus/Minus-Bilanz; PP = erzielte Überzahltore; SH = erzielte Unterzahltore; GW = erzielte Siegtore; 1 Play-downs/Relegation; Kursiv: Statistik nicht vollständig)